# Некрасова, Ольга Владимировна
Ольга Владимировна Некрасова (1868—1948) — русская и советская артистка балета, балетмейстер

 и балетный педагог
, Герой Труда. Одна из выдающихся методистов хореографического образования.

## Биография
Родилась 20 июля (8 июля по старому стилю) 1868 года.

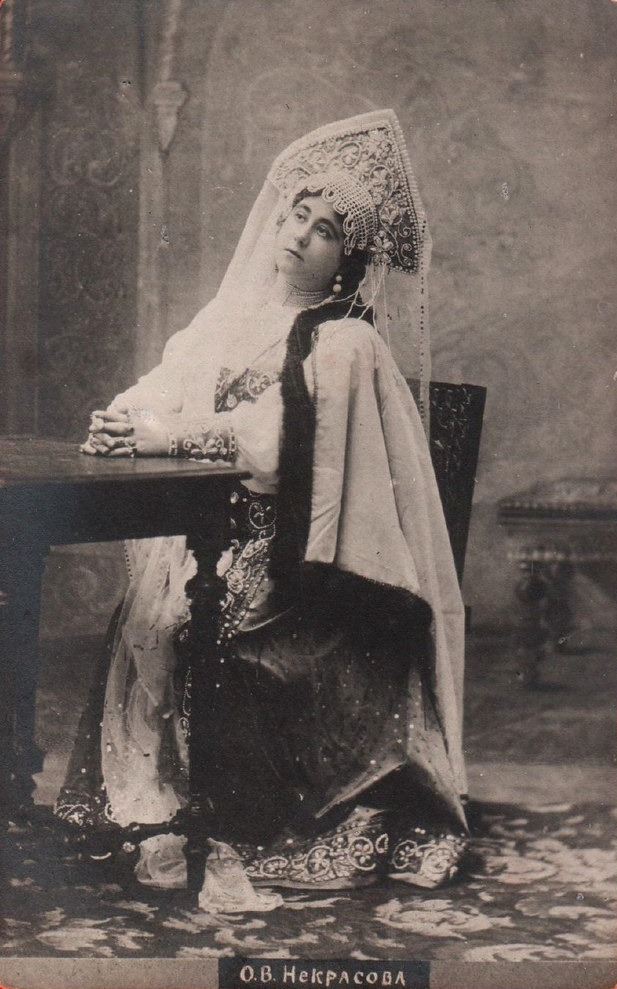
Некрасова О. В. в образе.

В 1877—1886 годах училась в Московском балетном училище.
По окончании училища была принята в балетную труппу Большого театра, где работала в 1886—1924 годах.
В 1924—1932 — артистка и балетмейстер Московского театра балета для детей.
Успешно выступала в партиях, построенных на мимической выразительности: Королева («Лебединое озеро»), Графиня («Раймонда»), Королева («Спящая красавица»), Старуха («Золотая рыбка» Минкуса), Трактирщица («Дон Кихот»), Мать («Жизель») и др.
С 1918 года вела педагогическую деятельность.
В 1932—1941 была организатором и педагогом Школы сценического танца и хореографического театра «Остров танца» при ЦПКиО им. Горького.
Была знакома с Максимилианом Волошиным.
Умерла 30 июля 1948 года. Похоронена на Ваганьковском кладбище (38 уч.).

## Награды
Звание Героя Труда присвоено в 1922 году.